# Стоян Тодорчев
Стоян Тодорчев е български състезател по силов многобой.

## Биография
Стоян Тодорчев е роден в Пловдив на 27 октомври 1984 г. Висок е 197 см и тежи 160 кг.
Занимава се със силов многобой от 2004 г. Участва в световните състезания STRONG MAN. За 2006 г. има 1-во място във Виена на WorldStrongmanCup и 3-то място в Москва (където се подрежда в челната тройка след Mariusz Pudzianowski и Elbrus Nigmatullin) и 3-то място в Полша (където отново световният шампион Mariusz Pudzianowski му отмъква титлата).
Има възможност да подобри много световни рекорди – по фермерска разходка, камъни на атлас, тяга и др., на тренировка ежедневно доказва своите постижения, които са далеч по-добри от сегашните рекорди. През 2009 г. печели държавното първенство по силов трибой в Пазарджик.